# Samium
Samium fut un roi amorrite de Larsa vers 1976-1942 av. J-C. Il guerroya contre le roi d'Isin, Shu-ilishu (1985-1975) pour la possession de la ville d'Ur.